# 格羅頓 (康乃狄克州)
格羅頓（英語：Groton）是坐落在美国康乃狄克州新倫敦縣泰晤士河附近的城鎮，根據2010年美國人口普查，人口約有40,115人。通用动力电船的船坞及新伦敦海军潜艇基地位于此地。

## 外部連結
- Town of Groton official website （页面存档备份，存于）